# Mateusz Sochowicz
Mateusz Sochowicz, född 28 februari 1996 i Wrocław, är en polsk rodelåkare.

## Karriär
Sochowicz tävlade för Polen vid olympiska vinterspelen 2018 i Pyeongchang, där han slutade på 27:e plats i herrarnas singel.
Vid olympiska vinterspelen 2022 i Peking slutade Sochowicz på 25:e plats i herrarnas singel. Han var även en del av Polens lag tillsammans med Klaudia Domaradzka, Wojciech Chmielewski och Jakub Kowalewski som slutade på åttonde plats i lagstafetten.